# Klooch
Ключ (англ. Klooch) — українсько-канадський рок-гурт з Торонто.

## Історія гурту
Гурт «Klooch» заснували у 2006 році в Торонто (Канада) етнічні українці Юрко Михайлюк і Тарас Близнюк, колишній концертний гітарист співачки Неллі Фуртаду. Учасниками гурту також стали Ярко Назарович (барабани) та Дейв Макміллан (бас-гітара).
Завдяки оригінальному стилю творчости й виконанню пісень «Klooch» швидко набрав популярність, записавши дебютний альбом під назвою «Klooch» і поширивши його через Інтернет. Незабаром гурт вирушив у турне по містах Канади, США і Європи, розпочав співпрацю з гуртом «Мотор'ролла (записали спільно пісню «Жар-Птиця») та солістом гурту Воплі Відоплясова — Олегом Скрипкою.
У 2008 році «Klooch» став першим з часів «The Ukrainians» міжнародно популярним україномовним рок-гуртом, створеним за межами України, який запросили на концерт співачки Неллі Фуртаду до Києва, де гурт підтримали 20 000 фанів. Перший відеокліп на пісню «Перший раз» потрапив у десятку найпопулярніших кліпів на каналі «MTV Україна»[джерело?], а композиції гурту стали набирати популярности на українських радіо-чартах[джерело?].
У 2009 році гурт записує свій перший англомовний альбом під назвою «Beautiful», а на однойменну пісню знімається відеокліп (режисер — Jeff Campagna). Пісня «Beautiful» стала популярною на канадський чартах «Canada's Much» та «MuchMore Music». У 2013 році записує кавер версію на «Gangnam Style» під назвою «П'яний гуцул стайл» на основі власного хіта «Застара». 2014 року гурт знімає  кліп на пісню «Вона». Зйомки відео проходили в Києві та Нью-Йорку. 
Нині гурт продовжує активну концертну діяльність.

## Учасники гурту
- Юрко Михайлюк — вокал, гітара
- Тарас Близнюк — бек-вокал, клавішні
- Ярко Назарович — барабани
- Дейв Макміллан — бас-гітара

## Дискографія

### Альбоми
- Klooch (2006)
- Beautiful (2009)

### Сингли
- Suzi Q (сингл, 2012)
- Hutsul Style (single, 2013)
- Вона (сингл, 2013)
- Злосна (сингл, 2015)
- 16 (сингл, 2016)

## Кліпи
| Рік  | Кліп                                                    |
| ---- | ------------------------------------------------------- |
| 2006 | «Перший раз»                                            |
| 2009 | «Beautiful»                                             |
| 2010 | «Застара [Архівовано 29 січня 2014 у Wayback Machine.]» |
| 2011 | «Жар-птиця (feat Мотор'ролла)»                          |
| 2012 | «Suzi Q» (фотокліп)                                     |
| 2013 | «П'яний гуцул-стайл» (лірик-відео)                      |
| 2014 | «Вона»                                                  |